# Fernanda Ferreira
Fernanda "Fernandinha" Ferreira, född 10 januari 1980 i Belo Horizonte, är en brasiliansk tidigare volleybollspelare. Ferreira blev olympisk guldmedaljör i volleyboll vid sommarspelen 2012 i London.

## Klubbar
| År        | Klubb                   |
| --------- | ----------------------- |
| 1998-2000 | EC Pinheiros            |
| 2000-2002 | AA São Caetano          |
| 2002-2003 | Paraná Vôlei Clube      |
| 2003-2005 | EC Pinheiros            |
| 2005-2006 | Brasil EC               |
| 2006-2007 | Finasa/Osasco           |
| 2007-2008 | Santeramo Sport         |
| 2008-2010 | Busto Arsizio           |
| 2010-2012 | Universal Volley Modena |
| 2012      | İqtisadçı VK            |
| 2012-2013 | Campinas VC             |
| 2013-2014 | Barueri VC              |
| 2014-2015 | Pavia Volley            |